# Notarcha viettalis
Notarcha viettalis is een vlinder uit de familie van de grasmotten (Crambidae). De wetenschappelijke naam van de soort is voor het eerst gepubliceerd in 1956 door Hubert Marion.
De soort komt voor op Madagaskar.